# Сантијаго Кариљо
Сантијаго Хосе Кариљо Соларес (шп. Santiago José Carrillo Solares; Хихон, 18. јануар 1915 — Мадрид, 18. септембар 2012) био је шпански политичар и генерални секретар Комунистичке партије Шпаније од 1960. до 1982. године.

## Биографија
Рођен је 1915. године у Хихону, у Астурији. Отац му је био угледан социјалистички вођа Венсеслао Кариљо Алонсо-Форхадор. Кад је имао 6 година, породица се преселила у Мадрид. У 13. години прикључио се социјалистичким омладинским организацијама и почео да пише за новине. Касније се успео на високе позиције у новинама и политици. Био је једно време заточен у затвору због учешћа у неуспелом левичарском пучу 1934. године.

### Шпански грађански рат
Радикализацијом социјалистичке омладине, почео је да се приклања Комунистичкој партији Шпаније. По избијању Шпанског грађанског рата, приступио је Комунистичкој партији Шпаније када је републиканска влада напустила Мадрид.
Био је именован за повереника за јавни ред, па је у том својству за време битке за Мадрид наредио евакуацију заробљеника из четири мадридска затвора. Ти су затвореници већином побијени када су пребачени на територију под контролом републиканаца. Двадесетак година касније франкистичка пропаганда га је оптужила да је крив за њихову погибију. Кариљо је тврдио да није знао да ће бити убијени. У каснијим дискусијама је речено да Кариљо није могао да не зна да се убија с једне и друге стране, али и да је могао дати да их се стреља у Мадриду да је хтео да их убије.
Након што су петоколонаши издали Владу и организовали пуч у Мадриду, у чему је учествовао и Кариљов отац, овај га се одрекао и оптужио га за издају.

### Егзил
После пораза Републике избегао је из Шпаније. Провео је 38 година у егзилу, понајвише у Француској и Совјетском Савезу (где је упознао Стаљина), али и другим земљама.
Наредио је и надзирао повлачење комунистичких герилаца из Аранске долине 1944, сматрајући тај покушај обнове рата авантуристичким чином.
Постао је генерални секретар КП Шпаније 1960. године, заменивши Долорес Ибарури, којој је додељена функција председнице партије.
Осудио је инвазију Варшавског пакта на Чехословачку, те се заједно с Енриком Берлингвером заузео да комунисти одбаце револуционарни долазак на власт и учествују у демократском процесу. Та је доктрина добила назив еврокомунизам.

### Деловање у политици Шпаније
Вратио се илегалним путевима у Шпанију мало пре генералних избора 1977. године. Када је легализована КП Шпаније, учествовао је у изборима и ушао у доњи дом парламента. И сматра се заслужним за мирну транзицију Шпаније у демократију.
За време покушаја државног удара 1981. године био је један од само тројице заступника који нису послушали наредбу пучистичког заповедника, пуковника Техера, да легну на под.
Након слабог успеха КП Шпаније на изборима, био је принуђен да напусти функцију генералног секретара КПШ. Наследио га је много млађи Херардо Иглесијас.
Заједно са својим следбеницима је био искључен из Комунистичке партије 1985. године, па је основао недовољно успешну Радничку партију Шпаније - Комунистичко јединство, која се затим прикључила Шпанској социјалистичкој радничкој партији, док се Кариљо повукао из активне политике 1991. године, али је до смрти деловао као публицист и коментатор. Био је новинар 82 године.
Умро је 18. септембра 2012. године у свом дому у Мадриду, у 97. години живота.

## Дела
Написао је 16 књига углавном есеја, те мемоара:
- "¿Adónde va el Partido Socialista? (Prieto contra los socialistas del interior)" (1959)
- "Después de Franco, ¿qué?" (1965)
- "Problems of Socialism Today" (1970)
- "Eurocomunismo y Estado" Editorial Critica. 1977.  978-84-7423-015-4.. ; енглеско издање: Eurocommunism and the State, Lawrence and Wishart. 1977.  978-0-85315-408-2..
- "El año de la Constitución" (1978)
- "Memoria de la transición: la vida política española y el PCE" (1983)
- "Problemas de la transición: las condiciones de la revolución socialista" (1985)
- "El año de la peluca" (1987)
- "Problemas del Partido: el centralismo democrático" (1988)
- "Memorias" (1993)
- "La gran transición: ¿cómo reconstruir la izquierda?" (1995)
- "Un joven del 36" (1996)
- "Juez y parte: 15 retratos españoles" (1998)
- "La Segunda República: recuerdos y reflexiones" (1999)
- "¿Ha muerto el comunismo?: ayer y hoy de un movimiento clave para entender la convulsa historia del siglo XX" (2000)
- "La memoria en retazos: recuerdos de nuestra historia más reciente" (2004)